# Khanato di Ardabil
Il khanato di Ardabil è stato un khanato dei XVIII e del XIX secolo con sede ad Ardabil. Il khanato è conosciuto come uno dei khanati posti nell'Azerbaigian storico, che è rimasto semi-indipendente per 61 anni.

## Elenco dei Khan
- Badr Khan Sarikhanbayli-Shahsevan 1747-1763
- Nazarali Khan Sarikhanbayli-Shahsevan 1763-1792 (congiuntamente)
- Nasir Khan Sarikhanbayli-Shahsevan 1747-1808 (congiuntamente) [1]